# Station de radio locale
 (décembre 2018).
Une station de radio locale est une station de radio qui n'a l'autorisation légale d'émettre ses programmes que sur un territoire restreint par rapport à l'ensemble du pays, tel qu'une ville et ses alentours, ou une région (auquel cas on peut également parler de radio régionale, notamment en France lorsque l'autorisation est restreinte à une région administrative).

## Histoire des radios locales en France
Beaucoup de radios locales ont commencé à émettre sans autorisation (avant que les radios libres soient autorisées). Elles étaient donc considérées comme des radios pirates.

## Radio locale au Canada

### Institutions

#### Conseil de la radiodiffusion et des télécommunications canadiennes
L'encadrement des activités de radiocommunication canadiennes est assuré par le Conseil de la radiodiffusion et des télécommunications canadiennes (CRTC). Les politiques et ordonnances du Conseil se réfèrent aux stations de radio locales sous la dénomination de radios communautaires. Le Conseil de la radiodiffusion et des télécommunications canadiennes distingue deux types de stations de radio communautaire: les A et les B en lien avec le moment d'obtention de leur licence de radiodiffusion, de la composition du paysage radiophonique environnant et de la présence de station détenue par la Société Radio-Canada aux alentours. Certaines exigences, notamment la production de contenu, sont basées sur cette démarcation.  Le Conseil définit les mandats des stations de radio communautaires, se porte garant de les faire respecter et, le cas échéant, de sanctionner les acteurs concernés.
Mandat des stations de radios communautaires diffusant sur le territoire canadien :
- permet et facilite la communication entre les citoyens en encourageant la diversité dans la diffusion des opinions, du contenu de création orale et de la programmation musicale ;
- participe aux efforts socio-économiques et à l’enrichissement culturel des communautés ;
- reflète la diversité des communautés desservies – la programmation locale est en partie produite par des bénévoles.

#### Ministère de la Culture et des Communications au Québec
La répartition des compétences du régime fédératif canadien prévoit que la radio soit de législation fédérale. Toutefois, la culture se trouve sous compétence provinciale et les dossiers relatifs à celle-ci incombent au ministère de la Culture et des Communications au Québec. Le ministère veille entre autres au respect de la langue française et soutient financièrement plus de 150 médias communautaires québécois. Il se présente également comme intervenant de première ligne auprès du Conseil de la radiodiffusion et des télécommunications canadiennes et des autres instances fédérales en ce qui a trait aux intérêts du Québec. Le ministère finance également des recherches et des associations de médias communautaires.

### Associations
Les associations de radios communautaires jouent un rôle important de représentation des intérêts et de la volonté de leurs membres devant les instances d'État. Elles offrent également pour la plupart des services de formation, des conférences et des rassemblements annuels pour être en mesure de cerner les préoccupations de leurs stations de radio membres. Le Canada en compte plusieurs, parmi celles-ci il y a l'Alliance des radios communautaires du Canada (ARC du Canada). Cette dernière s'est formée en 1991 et s'exprime au nom de 27 stations de radio communautaires issues de huit provinces et deux territoires. L'Association des radios régionales francophones (ARRF), quant à elle, représente 40 stations présentes au Québec, en Ontario et au Nouveau-Brunswick. Bien qu'elle ne compte pas uniquement des stations de radio communautaires parmi ses rangs, elle fait de l'unicité des radios régionales une de ses marques de commerce. Finalement, l'Association des Radiodiffuseurs Communautaires du Québec (ARCQ) a été créée en 1979 et est le noyau de 34 stations de radio communautaires et poursuit la mission de démocratiser les médias qui étaient si chers à ses fondateurs.

### Modèle économique, auditoire et défi
Les radios communautaires sont souvent considérées comme faisant partie du spectre des médias alternatifs de par leur modèle économique inversé. À visée non lucrative, leur financement est tiré de subventions ou d'initiatives gouvernementales telles que le Fonds canadien de la radio communautaire (FCRC) et de la publicité. Contrairement aux radios commerciales, les radios communautaires ne se sont pas vues imposées de limites de temps publicitaire, elles sont dans l'obligation de respecter la Politique relative à la radio de campus et à la radio communautaire du Conseil de la radiodiffusion et des télécommunications canadiennes qui impose certains quotas relatifs au contenu. La structure organisationnelle des stations de radio communautaires comporte aussi des différences marquées avec celle des radios commerciales ou privées. En effet, les radios communautaires reposent sur l'implication et la formation de bénévoles pour offrir du contenu de qualité à la population de la région desservie et ainsi devenir un tremplin pour les aspirants professionnels en radiodiffusion. Le CRTC prévoit également qu'une société à but lucratif ne peut acheter, à titre privé, une station de radio communautaire.

### Virage numérique et la crise des médias
Le virage numérique affecte tous les médias traditionnels (radio, télévision et journal), c'est ce qu'on appelle la crise des médias. Alors que le contenu disponible en ligne se diversifie, les médias régionaux voient leurs effectifs diminuer et plusieurs d'entre eux ont fermé leurs portes. Les radios communautaires se tournent également vers le numérique pour diffuser leur contenu. Elles peuvent jumeler d’une part leurs activités sur la bande FM à celles en ligne ou, d’autre part, elles peuvent disparaître complètement des ondes. Cela peut être réalisé à l'aide d'une audiodiffusion continue sur leur site web ou encore de « Facebook live ». La Norvège est le premier pays à fermer complètement la bande FM ; les radios de ce pays sont toutes disponibles sur une plateforme numérique. Si les journaux sont supplantés par la presse numérique, les radios perdent leurs revenus publicitaires au profit des géants du Web (GAFAM).